# Ampèresches Gesetz
Das Ampèresche Gesetz (Durchflutungssatz, Durchflutungsgesetz) ist ein Gesetz der Magnetostatik. Es ist ein Spezialfall einer der maxwellschen Gleichungen der Elektrodynamik.
Es wurde von André-Marie Ampère entdeckt und bildet für den Magnetismus die Analogie zum Induktionsgesetz. In Worten ausgedrückt besagt es, dass elektrische Ströme magnetische Wirbelfelder hervorrufen, deren Stärke im Wesentlichen durch die Stromstärke gegeben ist. (Für eine präzisere quantitative Formulierung, siehe Hauptteil dieses Artikels).

## Mathematische Formulierung

### Integrale Form
Das Gesetz setzt das Kurvenintegral des magnetischen Feldes entlang einer geschlossenen Kurve in Beziehung zum Strom, der durch die von dieser Kurve eingeschlossene Fläche fließt.
Die integrale Form des Gesetzes lautet (Annahme räumlich konstanter Stromdichte ist nicht erforderlich):
{\displaystyle \oint _{\!{\mathcal {S}}}{\vec {B}}\cdot \mathrm {d} {\vec {s}}=\mu _{0}I}
bzw.
{\displaystyle \oint _{\!{\mathcal {S}}}{\vec {H}}\cdot \mathrm {d} {\vec {s}}=I}
wobei
{\displaystyle {\vec {B}}} das magnetische Feld, genauer die magnetische Flussdichte,
{\displaystyle {\vec {H}}} die magnetische Feldstärke,
{\displaystyle \mathrm {d} {\vec {s}}} ein infinitesimales, orientiertes Teilstück der geschlossenen Kurve {\displaystyle {\mathcal {S}}},
{\displaystyle I} die Stromstärke des innerhalb von {\displaystyle {\mathcal {S}}} fließenden Stroms,
{\displaystyle \mu _{0}} die Permeabilität des Vakuums (magnetische Feldkonstante) und
{\displaystyle \oint _{\!{\mathcal {S}}}} das geschlossene Kurvenintegral entlang der Kurve {\displaystyle {\mathcal {S}}} ist.

### Differentielle Form
Äquivalent dazu ist die differentielle Form
{\displaystyle \operatorname {rot} \,{\vec {B}}=\mu _{0}{\vec {j}}}
bzw.
{\displaystyle \operatorname {rot} \,{\vec {H}}={\vec {j}}_{\text{ext}}}
{\displaystyle {\vec {H}}} ist die magnetische Feldstärke, das ist die magnetische Flussdichte {\displaystyle {\vec {B}}} ohne Berücksichtigung von paramagnetischen und diamagnetischen Beiträgen durch das Medium (im Vakuum gilt {\displaystyle {\vec {H}}=\mu _{0}^{-1}{\vec {B}}}).
Analog ist {\displaystyle {\vec {j}}} die Stromdichte (Strom pro Fläche) und {\displaystyle {\vec {j}}_{\text{ext}}} dieselbe Größe ohne Berücksichtigung des durch para- und diamagnetische Effekte induzierten Stroms.
{\displaystyle \operatorname {rot} } ist der Rotationsoperator.
Die Äquivalenz von integraler und differentieller Form wird durch den Satz von Stokes bewiesen.

### Maxwells Erweiterung
James Clerk Maxwell bemerkte, dass das so formulierte ampèresche Gesetz beim Aufladen eines Kondensators zunächst nicht zutrifft, und folgerte die Unvollständigkeit des Gesetzes. Zur Lösung des Problems entwickelte er das Konzept des Verschiebungsstroms und stellte eine allgemeingültige Form auf, die so eine der vier maxwellschen Gleichungen ist. Sie ist in integraler Form gegeben durch
{\displaystyle \oint _{\!{\mathcal {S}}}{\vec {H}}\cdot \mathrm {d} {\vec {s}}=\iint _{\mathcal {A}}{\frac {\partial {\vec {D}}}{\partial t}}\cdot \mathrm {d} {\vec {A}}+I=\iint _{\mathcal {A}}\left({\frac {\partial {\vec {D}}}{\partial t}}+{\vec {j}}_{\text{ext}}\right)\cdot \mathrm {d} {\vec {A}}}
und in differentieller Form
{\displaystyle \operatorname {rot} \,{\vec {H}}={\vec {j}}_{\text{ext}}+{\frac {\partial {\vec {D}}}{\partial t}}}.
Dabei sind alle Größen wie oben. {\displaystyle {\vec {D}}} ist die elektrische Flussdichte, nämlich die elektrische Feldstärke {\displaystyle {\vec {E}}} plus die durch Polarisation erzeugten Felder.

## Anwendung
Einfach formuliert sagt das ampèresche Gesetz folgendes:
Ein elektrischer Strom ruft ein ihm proportionales Magnetfeld hervor, dessen Richtung mit der des Stromes eine rechtsdrehende Schraube bildet. Siehe auch: Rechte-Faust-Regel.

### Interpretation des Integrals
Die integrale Formulierung
{\displaystyle \oint _{\!{\mathcal {S}}}{\vec {B}}\cdot \mathrm {d} {\vec {s}}=\mu _{0}I}

Schematische Darstellung eines elektrischen Leiters und der Feldlinien der magnetischen Flussdichte.

lässt sich folgendermaßen interpretieren:
Um einen beliebig geformten Leiter – sei es ein Draht, eine Metallplatte, eine Spule, oder auch nur ein sehr kleines Stück eines größeren Leiters – legt man gedanklich einen (Mess-)Rahmen. Dieser Rahmen kann von beliebiger Form sein, z. B. ein Rechteck oder ein Kreis von beliebiger Größe. Wenn durch den Leiter ein Strom fließt, verursacht dies ein Magnetfeld. Wenn man am Rahmen entlang geht und für jedes kleine Stück des Rahmens die Komponente des Magnetfelds in Richtung des kleinen Rahmenstücks addiert, dann erhält man, wenn der Rahmen umrundet ist, eine Summe, die dem Strom durch den Leiter proportional ist.

### Magnetfeld der Spule
Bei direkter Anwendung des ampèreschen Gesetzes zur Bestimmung eines Magnetfelds erhält man meistens nur Lösungen für vereinfachte Fälle, zum Beispiel wenn man annimmt, dass das Magnetfeld einer Spule überall entlang oder entgegen der Achse der Spule und innen homogen ist, was aber nur für die unendlich lange Spule zutrifft.
Man habe eine solche Spule mit {\displaystyle n} Windungen pro Strecke {\displaystyle l}. Man legt einen rechteckigen Rahmen durch die Spule, dessen obere Seite mit der Länge {\displaystyle a} in der Spule liegt, und dessen rechte und linke Seite unendlich lang sind. Zu diesen Seiten steht nach Annahme das Magnetfeld senkrecht, die Komponente in Richtung des Rahmens ist also Null. Die untere Seite ist unendlich weit weg, wo das Magnetfeld Null sein muss. Es bleibt also vom Integral nur die obere Seite, wo die Komponente des Magnetfelds genau parallel ist. Also gilt:
{\displaystyle \oint _{\!{\mathcal {S}}}{\vec {B}}({\vec {r}})\cdot \mathrm {d} {\vec {s}}=aB({\vec {r}})=a\mu _{0}I\,{\frac {n}{l}}\quad \Leftrightarrow \quad B({\vec {r}})=\mu _{0}I\,{\frac {n}{l}},}
womit man den Betrag des Magnetfelds in der Spule bestimmt hat.

### Biot-Savart
Einfache Fälle wie oben reichen nicht immer aus, um von Strömen induzierte Magnetfelder beschreiben zu können. Um beliebige Stromverteilungen behandeln zu können, liefert das Biot-Savart-Gesetz weitergehende Aussagen.
Es lässt sich aus den maxwellschen Gleichungen herleiten, d. h. auch, dass für den nicht offensichtlichen Beweis Maxwells Erweiterung des Ampèreschen Gesetzes um den Verschiebungsstrom nötig ist.